# 샤크 (2004년 영화)
샤크(Shark Tale)는 드림웍스 애니메이션에 의해 2004년 개봉된 컴퓨터 애니메이션 영화이다.

## 줄거리
사우스사이드 리프에서, 오스카는 외로운 청줄청소놀래기로, 어릴 적에는 아버지처럼 지역 고래 세차장에서 혀 닦이 일을 하는 것을 꿈꿨지만 잔인하게 놀림을 받았다. 세차장에서 일하면서 오스카는 부자가 되고 유명해지기를 바라지만, 사장인 동시에 고래 세차장의 주인인 참복과 물고기 사익스에게 빚을 지고 있다. 그의 가장 친한 친구인 엔젤피시 앤지는 그에게 비밀스럽게 반해 있으며, 할머니가 준 진주를 전당포에 맡겨 빚을 갚으라고 제안한다. 한편, 사익스가 일하는 상어, 범고래, 돛새치, 문어들로 이루어진 마피아 조직의 보스 돈 리노는 막내아들 레니가 채식주의자라는 사실을 싫어하며, 형인 프랭키에게 레니를 멘토링하라고 명령한다.
오스카는 진주로 얻은 돈을 가지고 해마 경주에 가서 사익스를 만나지만, 경주가 조작되었다는 것을 듣고 "럭키 데이"라는 해마에 모든 돈을 건다. 불같은 성격의 빨간 머리 골드 디거 쏠배감펭속 롤라가 이를 보고 오스카를 유혹한다. 사익스는 오스카가 돈을 건 것에 짜증을 내지만, 오스카가 이길 수도 있다는 희망을 품는다. 럭키 데이는 결국 선두를 차지하지만, 결승선 직전에서 넘어지면서 패배하고, 경주가 자신에게 불리하게 조작되었음이 드러난다. 사익스는 화를 내며 두 명의 자메이카인 부하 해파리 어니와 버니에게 오스카를 처벌하라고 명령한다. 두 해파리가 오스카를 계속 쏘는 동안, 프랭키가 그 장면을 보고 레니에게 오스카를 먹으라고 재촉한다. 레니는 대신 오스카를 풀어주고 도망치라고 말한다. 프랭키는 격분하여 오스카에게 달려들지만, 위에서 떨어진 닻이 목에 떨어져 죽는다. 형의 죽음을 자책하며 절망에 빠진 레니는 떠난다.
오스카는 프랭키를 죽인 공로를 인정받아 "상어 사냥꾼"으로 명성을 얻는다. 그는 "산호초의 꼭대기"에 있는 고급 아파트로 이사하고, 사익스는 그의 매니저가 되어 빚을 탕감해준다. 한편, 돈 리노는 레니와 상어 사냥꾼을 찾기 위해 모두를 동원한다. 오스카는 자신의 거짓말을 알고 있는 레니를 만나, 아버지에게 돌아가지 않기 위해 자신의 집에 숨겨달라고 간청한다. 앤지는 곧 오스카의 거짓말을 알게 되고 모두에게 폭로하겠다고 위협하지만, 오스카와 레니는 그녀를 설득하여 비밀로 지키게 한다. 오스카와 레니는 오스카가 레니를 "물리치는" 가짜 싸움을 연출하여 오스카의 악명을 굳히고, 상어들에게 레니도 죽었다고 속여 돈 리노를 격분시킨다. 롤라는 카메라 앞에서 오스카에게 키스하며 앤지를 질투하게 만든다. 그날 밤, 레니가 돌고래로 변장하고, 오스카와 앤지는 격렬한 말다툼을 벌이고, 앤지는 오스카가 상어 사냥꾼이 되기 전부터 그에게 로맨틱한 감정을 가지고 있었다고 고백한다. 후회에 잠긴 오스카는 자신의 이기심을 슬프게 반성하고 롤라를 버리며, 롤라는 화가 나서 복수심에 그를 때린다.
오스카는 앤지에게 줄 선물을 가지고 고래 세차장을 방문하지만, 돈 리노가 롤라의 도움을 받아 자신에게 버림받은 복수로 앤지를 납치했음을 알게 된다. 돈 리노는 오스카가 자신의 행동을 포기하고 항복하지 않으면 앤지를 먹어버리겠다고 위협하지만, 레니는 앤지를 "먹어서" 그녀를 구한다. 그는 곧 그녀를 토해내고, 의도치 않게 돈 리노에게 자신의 진짜 상어 모습을 드러낸다. 레니가 자신을 배신했다고 믿은 격분한 돈 리노는 산호초를 가로질러 오스카를 쫓는다. 오스카는 고래 세차장으로 도망치고, 실수로 레니를 기계 안에 가두고 이어서 돈 리노도 가둔다. 모두가 오스카에게 환호하지만, 그는 마침내 프랭키의 죽음 뒤에 숨겨진 진실을 고백하며 돈 리노에게 레니의 생활 방식을 존중해달라고 간청한다. 후회에 잠긴 돈 리노는 레니와 화해하고 그를 받아들인다. 오스카는 자신이 얻은 모든 부를 포기하고, 이제 갱단원들이 자주 찾는 고래 세차장의 공동 주인이 된다. 그리고 앤지와 화해하여 로맨틱한 관계를 시작하고 산호초에서 행복하게 산다. 롤라는 펜트하우스에 도착하여 자신의 적대적인 행동에 대해 오스카에게 사과하려 하지만, 대신 오스카의 미친 소라게 친구 크레이지 조를 만난다.

## 한국판 성우진
- 김일 : 오스카 (목소리) 역
- 한호웅 : 레니 (목소리) 역
- 함수정 : 엔지 (목소리) 역
- 이봉준 : 돈 리노 (목소리) 역
- 이선 : 로라 (목소리) 역
- 황원 : 사익스 (목소리) 역
- 장승길 : 어니 (목소리) 역
- 류다무현 : 버니 (목소리) 역
- 홍성헌 : 프랭키 (목소리) 역

## 사운드트랙
| #            | 제목                                                                       | 작사·작곡 | 프로듀서                    | 재생 시간 |
| ------------ | -------------------------------------------------------------------------- | --- | --------------------------- | --------- |
| 1.           | 〈Three Little Birds〉 (Sean Paul and Ziggy Marley)                        | Bob Marley                                                                                                   | Stephen Marley              | 3:37      |
| 2.           | 〈Car Wash (Shark Tale Mix)〉 (Christina Aguilera featuring Missy Elliott) | Norman Whitfield (additional lyrics by Missy Elliott)                                                        | Missy Elliott, Ron Fair     | 3:50      |
| 3.           | 〈Good Foot〉 (Justin Timberlake and Timbaland)                            | Timberlake, Timothy Mosley                                                                                   | Timbaland                   | 3:57      |
| 4.           | 〈Secret Love〉 (JoJo)                                                     | Samantha Jade, Jared Gosselin, Phillip White                                                                 | White, Jared                | 4:00      |
| 5.           | 〈Lies & Rumours〉 (D12)                                                   | DeShaun Holton, J. Rotem, Denaun Porter, O. Moore, V. Carlisle, Rufus Johnson, M. Chavarria                  | Denaun Porter               | 4:20      |
| 6.           | 〈Got to Be Real〉 (Mary J. Blige featuring Will Smith)                    | David Foster, David Paich & Cheryl Lynn                                                                      | Andre Harris, Vidal Davis   | 3:33      |
| 7.           | 〈Can't Wait〉 (Avant)                                                     | Damon E. Thomas, Antonio Dixon, Harvey W. Mason, Eric Dawkins, Steven Russell                                | The Underdogs               | 3:44      |
| 8.           | 〈Gold Digger〉 (Ludacris featuring Bobby Valentino and Lil' Fate)         | Alonzo Lee, Shamar Daugherty, Christopher Bridges, Bobby Wilson, Arbie Wilson                                | The Trak Starz              | 3:47      |
| 9.           | 〈Get It Together〉 (India.Arie)                                           | Drew Ramsey, Shannon Sanders, India.Arie, Dana Johnson, Mel Johnson                                          | India.Arie, Sanders, Ramsey | 4:54      |
| 10.          | 〈We Went as Far as We Felt Like Going〉 (The Pussycat Dolls)              | Bob Crewe, Kenny Nolan                                                                                       | Ron Fair                    | 3:51      |
| 11.          | 〈Digits〉 (Fan 3)                                                         | Allison Lurie, Paul Robb, David Clayton-Thomas, Fred Lipsius                                                 | BitCrusher                  | 3:41      |
| 12.          | 〈Sweet Kind of Life〉 (Cheryl Lynn)                                       | James Harris III, Terry Lewis, Cheryl Lynn, Bobby Ross Avila, Issiah J. Avila, Tony Tolbert, James Q. Wright | Jimmy Jam and Terry Lewis   | 3:59      |
| 13.          | 〈Some of My Best Friends Are Sharks〉 (Hans Zimmer)                       | Hans Zimmer                                                                                                  | Hans Zimmer                 | 3:25      |
| 총 재생 시간 | 총 재생 시간                                                               | 총 재생 시간                                                                                                 | 총 재생 시간                | 50:33     |